# Circoscrizione Lombardia (Senato della Repubblica)
La circoscrizione Lombardia è una circoscrizione elettorale italiana per l'elezione del Senato della Repubblica.

## Storia
La circoscrizione elettorale venne istituita, con altre 19, per le prime elezioni del Senato della Repubblica, tramite Legge del 6 febbraio 1948, n. 29 in ottemperanza alla Costituzione della Repubblica Italiana che prescrive, all'art. 57, che «il Senato della Repubblica è eletto a base regionale». Fu suddivisa in 31 collegi di lista, in base al D.P.R. del 6 febbraio 1948, n. 30.
In rispetto del suddetto articolo, la circoscrizione venne riconfermata in seguito in tutte le leggi elettorali inerenti al Senato della Repubblica.
La Legge 4 agosto 1993, n. 276 modificò il territorio suddividendolo in 35 collegi uninominali, in base al D.Lgs. del 20 dicembre 1993 n. 535. I suddetti collegi vennero aboliti dalla Legge del 21 dicembre 2005, n. 270.
L'attuale Legge 3 novembre 2017, n. 165, ha ricreato nel territorio della circoscrizione collegi uninominali e collegi plurinominali che devono essere determinati dal governo tramite decreto legislativo.

## Territorio
Il territorio della circoscrizione corrisponde, fin dalla sua istituzione, a quello della regione Lombardia.

## Seggi
Per l'attribuzione dei seggi spettanti ad ogni regione, bisogna ottemperare anche in questo caso alla Costituzione della Repubblica Italiana la quale prescriveva, alla data di promulgazione del 1948, che «Nessuna Regione può avere un numero di senatori inferiore a sei. La Valle d’Aosta ha un solo senatore», modificata poi con la Legge costituzionale 9 febbraio 1963, n. 2 che recita «Nessuna Regione può avere un numero di senatori inferiori a sette; il Molise ne ha due, la Valle d’Aosta uno.»
Partendo da un minimo costituzionale di sei seggi per regione, divenuti poi sette, la ripartizione dei seggi spettanti alla circoscrizione viene effettuata in proporzione alla popolazione delle Regioni, quale risulta dall'ultimo censimento generale, sulla base dei quozienti interi e dei più alti resti.

## Dal 1948 al 1993
In base alla legge in vigore dal 1948, essenzialmente proporzionale, i partiti presentavano in ogni circoscrizione un candidato per ogni collegio. All'interno di ciascun collegio, veniva eletto senatore il candidato che avesse raggiunto il quorum del 65% delle preferenze. Qualora nessun candidato avesse conseguito l'elezione, i voti di tutti i candidati venivano raggruppati nelle liste di partito a livello regionale, dove i seggi venivano allocati utilizzando il metodo D'Hondt delle maggiori medie statistiche e quindi, all'interno di ciascuna lista, venivano dichiarati eletti senatori i candidati con le migliori percentuali di preferenza.

### Collegi elettorali
- Bergamo
- Clusone
- Treviglio
- Breno
- Brescia
- Chiari
- Salò
- Como
- Lecco
- Cantù
- Cremona
- Crema
- Mantova
- Ostiglia
- Milano I
- Milano II
- Milano III
- Milano IV
- Milano V
- Milano VI
- Abbiategrasso
- Rho
- Monza
- Vimercate
- Lodi
- Voghera
- Vigevano
- Pavia
- Sondrio
- Varese
- Busto Arsizio

### I Legislatura
Tra gli eletti, raggiunsero il quorum del 65% dei voti nei collegi: Pietro Bellora (collegio 2 - Clusone), Angelo Cemmi (collegio 4 - Breno), Albino Donati (collegio 6 - Chiari), Enrico Falck (collegio 9 - Lecco), Piero Mentasti (collegio 3 - Treviglio), Cristoforo Pezzini (collegio 1 - Bergamo) ed Ezio Vanoni (collegio 29 - Sondrio), indicati in grassetto nelle tabelle sottostanti.
| Partito                            | Partito                            | Risultati 18 aprile 1948 | Risultati 18 aprile 1948 | Risultati 18 aprile 1948 | Seggi | Seggi |
| Partito                            | Partito                            | Voti                     | %                        | ±                        | Num   | ±     |
| ---------------------------------- | ---------------------------------- | ------------------------ | ------------------------ | ------------------------ | ----- | ----- |
|                                    | Democrazia Cristiana               | 1 854 116                | 53,77                    | n.d.                     | 18    | n.d.  |
|                                    | Fronte Democratico Popolare        | 1 166 142                | 33,82                    | n.d.                     | 10    | n.d.  |
|                                    | Unità Socialista                   | 364 177                  | 10,56                    | n.d.                     | 3     | n.d.  |
|                                    | Blocco Nazionale                   | 58 384                   | 1,69                     | n.d.                     | 0     | n.d.  |
|                                    | Indipendenti                       | 5 734                    | 0,17                     | n.d.                     | 0     | n.d.  |
|                                    |                                    |                          |                          |                          |       |       |
| Iscritti                           | Iscritti                           | 3 853 859                | 100,00                   |                          |       |       |
| ↳ Votanti (% su iscritti)          | ↳ Votanti (% su iscritti)          | 3 616 233                | 93,83                    | n.d.                     |       |       |
| ↳ Voti validi (% su votanti)       | ↳ Voti validi (% su votanti)       | 3 448 553                | 95,36                    |                          |       |       |
| ↳ Schede non valide (% su votanti) | ↳ Schede non valide (% su votanti) | 167 680                  | 4,64                     |                          |       |       |
| ↳ Astenuti (% su iscritti)         | ↳ Astenuti (% su iscritti)         | 237 626                  | 6,17                     |                          |       |       |

| Eletti | Eletti                  |  | Eletti                   | Eletti |
| ------ | ----------------------- |  | ------------------------ | ------ |
|        | Antonio Bareggi         |  | Francesco Zane           |        |
|        | Pietro Bellora          |  | Ennio Zelioli-Lanzini    |        |
|        | Angelo Buizza           |  | Giuseppe Alberganti      |        |
|        | Angelo Cemmi            |  | Antonio Banfi            |        |
|        | Albino Donati           |  | Giuseppe Cortese         |        |
|        | Enrico Falck            |  | Gaetano Ferragni         |        |
|        | Mario Longoni           |  | Cesare Gavina            |        |
|        | Piero Mentasti          |  | Francesco Mariani        |        |
|        | Cesare Merzagora        |  | Clarenzo Menotti         |        |
|        | Carlo Perini            |  | Piero Montagnani Marelli |        |
|        | Cristoforo Pezzini      |  | Italo Sinforiani         |        |
|        | Mariano Rosati          |  | Pietro Torelli           |        |
|        | Emanuele Samek Lodovici |  | Giulio Bergmann          |        |
|        | Natale Santero          |  | Giovanni Battista Boeri  |        |
|        | Lorenzo Spallino        |  | Enrico Gonzales          |        |
|        | Ezio Vanoni             |  |                          |        |

### II Legislatura
Tra gli eletti, raggiunse il quorum del 65% dei voti nei collegi Pietro Bellora (collegio 2 - Clusone), indicato in grassetto nelle tabelle sottostanti.
| Partito                            | Partito                                 | Risultati 7 giugno 1953 | Risultati 7 giugno 1953 | Risultati 7 giugno 1953 | Seggi | Seggi |
| Partito                            | Partito                                 | Voti                    | %                       | ±                       | Num   | ±     |
| ---------------------------------- | --------------------------------------- | ----------------------- | ----------------------- | ----------------------- | ----- | ----- |
|                                    | Democrazia Cristiana                    | 1 739 691               | 46,71                   | 7,06                    | 16    | 2     |
|                                    | Partito Comunista Italiano              | 678 804                 | 18,23                   | n.d.                    | 6     | n.d.  |
|                                    | Partito Socialista Italiano             | 648 787                 | 17,42                   | n.d.                    | 6     | n.d.  |
|                                    | Partito Socialista Democratico Italiano | 215 196                 | 5,78                    | n.d.                    | 1     | n.d.  |
|                                    | Movimento Sociale Italiano              | 140 327                 | 3,77                    | n.d.                    | 1     | n.d.  |
|                                    | Partito Nazionale Monarchico            | 124 905                 | 3,35                    | n.d.                    | 1     | n.d.  |
|                                    | Partito Liberale Italiano               | 89 513                  | 2,40                    | n.d.                    | 0     | n.d.  |
|                                    | Unità Popolare                          | 45 424                  | 1,22                    | n.d.                    | 0     | n.d.  |
|                                    | Partito Repubblicano Italiano           | 27 178                  | 0,73                    | n.d.                    | 0     | n.d.  |
|                                    | Alleanza Democratica Nazionale          | 13 303                  | 0,36                    | n.d.                    | 0     | n.d.  |
|                                    | Altri Gruppi                            | 1 082                   | 0,03                    | n.d.                    | 0     | n.d.  |
|                                    |                                         |                         |                         |                         |       |       |
| Iscritti                           | Iscritti                                | 4 055 144               | 100,00                  |                         |       |       |
| ↳ Votanti (% su iscritti)          | ↳ Votanti (% su iscritti)               | 3 877 803               | 95,63                   | 1,80                    |       |       |
| ↳ Voti validi (% su votanti)       | ↳ Voti validi (% su votanti)            | 3 724 210               | 96,04                   |                         |       |       |
| ↳ Schede non valide (% su votanti) | ↳ Schede non valide (% su votanti)      | 153 593                 | 3,96                    |                         |       |       |
| ↳ Astenuti (% su iscritti)         | ↳ Astenuti (% su iscritti)              | 177 341                 | 4,37                    |                         |       |       |

| Eletti | Eletti                          |  | Eletti                   | Eletti |
| ------ | ------------------------------- |  | ------------------------ | ------ |
|        | Pietro Amigoni                  |  | Giuseppe Alberganti      |        |
|        | Pietro Bellora                  |  | Antonio Banfi            |        |
|        | Angelo Buizza                   |  | Arturo Colombi           |        |
|        | Angelo Cemmi                    |  | Giovanni Farina          |        |
|        | Pietro Cenini                   |  | Cesare Gavina            |        |
|        | Giovanni Maria Cornaggia Medici |  | Piero Montagnani Marelli |        |
|        | Carlo Corti                     |  | Amilcare Locatelli       |        |
|        | Mario Longoni                   |  | Francesco Mariani        |        |
|        | Cesare Merzagora                |  | Giorgio Marzola          |        |
|        | Cristoforo Pezzini              |  | Rodolfo Morandi          |        |
|        | Natale Santero                  |  | Alceo Negri              |        |
|        | Lorenzo Spallino                |  | Giuseppe Roda            |        |
|        | Daniele Turani                  |  | Emilio Canevari          |        |
|        | Ezio Vanoni                     |  | Mario Marina             |        |
|        | Francesco Zane                  |  | Attilio Terragni         |        |
|        | Ennio Zelioli-Lanzini           |  |                          |        |

### III Legislatura
Tra gli eletti, raggiunse il quorum del 65% dei voti nei collegi Pietro Bellora (collegio 2 - Clusone), indicato in grassetto nelle tabelle sottostanti.
| Partito                            | Partito                                 | Risultati 25 maggio 1958 | Risultati 25 maggio 1958 | Risultati 25 maggio 1958 | Seggi | Seggi   |
| Partito                            | Partito                                 | Voti                     | %                        | ±                        | Num   | ±       |
| ---------------------------------- | --------------------------------------- | ------------------------ | ------------------------ | ------------------------ | ----- | ------- |
|                                    | Democrazia Cristiana                    | 1 805 779                | 44,78                    | 1,93                     | 16    | Stabile |
|                                    | Partito Socialista Italiano             | 747 266                  | 18,53                    | 1,11                     | 7     | 1       |
|                                    | Partito Comunista Italiano              | 746 880                  | 18,52                    | 0,29                     | 6     | Stabile |
|                                    | Partito Socialista Democratico Italiano | 248 824                  | 6,17                     | 0,39                     | 2     | 1       |
|                                    | Partito Liberale Italiano               | 184 701                  | 4,58                     | 2,18                     | 1     | 1       |
|                                    | Movimento Sociale Italiano              | 151 330                  | 3,75                     | 0,02                     | 1     | Stabile |
|                                    | Partito Nazionale Monarchico            | 53 672                   | 1,33                     | 2,02                     | 0     | 1       |
|                                    | Partito Monarchico Popolare             | 47 403                   | 1,18                     | n.d.                     | 0     | n.d.    |
|                                    | Partito Repubblicano Italiano-Radicale  | 33 340                   | 0,83                     | 0,10                     | 0     | Stabile |
|                                    | Movimento Comunità                      | 8 848                    | 0,22                     | n.d.                     | 0     | n.d.    |
|                                    | Movimento Autonomista Regionale Padano  | 4 260                    | 0,11                     | n.d.                     | 0     | n.d.    |
|                                    |                                         |                          |                          |                          |       |         |
| Iscritti                           | Iscritti                                | 4 371 301                | 100,00                   |                          |       |         |
| ↳ Votanti (% su iscritti)          | ↳ Votanti (% su iscritti)               | 4 201 917                | 96,13                    | 0,50                     |       |         |
| ↳ Voti validi (% su votanti)       | ↳ Voti validi (% su votanti)            | 4 032 303                | 95,96                    |                          |       |         |
| ↳ Schede non valide (% su votanti) | ↳ Schede non valide (% su votanti)      | 169 614                  | 4,04                     |                          |       |         |
| ↳ Astenuti (% su iscritti)         | ↳ Astenuti (% su iscritti)              | 169 384                  | 3,87                     |                          |       |         |

| Eletti | Eletti                          |  | Eletti                   | Eletti |
| ------ | ------------------------------- |  | ------------------------ | ------ |
|        | Pietro Amigoni                  |  | Ugo Bonafini             |        |
|        | Pietro Bellora                  |  | Pietro Caleffi           |        |
|        | Angelo Buizza                   |  | Mario Grampa             |        |
|        | Angelo Cemmi                    |  | Alceo Negri              |        |
|        | Pietro Cenini                   |  | Giuseppe Roda            |        |
|        | Guido Corbellini                |  | Emilio Zanoni            |        |
|        | Giovanni Maria Cornaggia Medici |  | Teodosio Aimoni          |        |
|        | Cesare Merzagora                |  | Bruno Gombi              |        |
|        | Noè Pajetta                     |  | Carlo Lombardi           |        |
|        | Cristoforo Pezzini              |  | Piero Montagnani Marelli |        |
|        | Attilio Piccioni                |  | Francesco Scotti         |        |
|        | Natale Santero                  |  | Pietro Vergani           |        |
|        | Lorenzo Spallino                |  | Edgardo Lami Starnuti    |        |
|        | Daniele Turani                  |  | Edgardo Savio            |        |
|        | Francesco Zane                  |  | Giorgio Bergamasco       |        |
|        | Ennio Zelioli-Lanzini           |  | Gastone Nencioni         |        |
|        | Arialdo Banfi                   |  |                          |        |

### IV Legislatura
Tra gli eletti, raggiunse il quorum del 65% dei voti nei collegi Giovanni Zonca (collegio 2 - Clusone), indicato in grassetto nelle tabelle sottostanti.
| Partito                            | Partito                                          | Risultati 28 aprile 1963 | Risultati 28 aprile 1963 | Risultati 28 aprile 1963 | Seggi | Seggi   |
| Partito                            | Partito                                          | Voti                     | %                        | ±                        | Num   | ±       |
| ---------------------------------- | ------------------------------------------------ | ------------------------ | ------------------------ | ------------------------ | ----- | ------- |
|                                    | Democrazia Cristiana                             | 1 757 450                | 39,87                    | 4,91                     | 19    | 3       |
|                                    | Partito Comunista Italiano                       | 910 939                  | 20,67                    | 2,15                     | 10    | 4       |
|                                    | Partito Socialista Italiano                      | 780 648                  | 17,71                    | 0,82                     | 8     | 1       |
|                                    | Partito Liberale Italiano                        | 400 831                  | 9,09                     | 4,51                     | 4     | 3       |
|                                    | Partito Socialista Democratico Italiano          | 300 841                  | 6,82                     | 0,65                     | 3     | 1       |
|                                    | Movimento Sociale Italiano                       | 181 387                  | 4,11                     | 0,36                     | 1     | Stabile |
|                                    | Partito Democratico Italiano di Unità Monarchica | 46 641                   | 1,06                     | n.d.                     | 0     | n.d.    |
|                                    | Partito Repubblicano Italiano                    | 16 301                   | 0,37                     | 0,27                     | 0     | Stabile |
|                                    | Unità Rurale                                     | 12 997                   | 0,29                     | n.d.                     | 0     | n.d.    |
|                                    |                                                  |                          |                          |                          |       |         |
| Iscritti                           | Iscritti                                         | 4 781 985                | 100,00                   |                          |       |         |
| ↳ Votanti (% su iscritti)          | ↳ Votanti (% su iscritti)                        | 4 593 600                | 96,06                    | 0,07                     |       |         |
| ↳ Voti validi (% su votanti)       | ↳ Voti validi (% su votanti)                     | 4 408 035                | 95,96                    |                          |       |         |
| ↳ Schede non valide (% su votanti) | ↳ Schede non valide (% su votanti)               | 185 565                  | 4,04                     |                          |       |         |
| ↳ Astenuti (% su iscritti)         | ↳ Astenuti (% su iscritti)                       | 188 385                  | 3,94                     |                          |       |         |

|  | Tommaso Ajroldi                 |  | Pasquale Valsecchi       |  | Carlo Arnaudi              |
|  | Pietro Amigoni                  |  | Francesco Zane           |  | Arialdo Banfi              |
|  | Pietro Cenini                   |  | Ennio Zelioli-Lanzini    |  | Ugo Bonafini               |
|  | Guido Corbellini                |  | Giovanni Zonca           |  | Guido Canziani             |
|  | Giovanni Maria Cornaggia Medici |  | Teodosio Aimoni          |  | Gastone Darè               |
|  | Giordano Dell'Amore             |  | Ugo Bartesaghi           |  | Giuseppe Roda              |
|  | Mario Martinelli                |  | Arnaldo Bera             |  | Tullia Romagnoli Carettoni |
|  | Ludovico Montini                |  | Giovanni Brambilla       |  | Lea Alcidi Boccacci Rezza  |
|  | Noè Pajetta                     |  | Gianfranco Maris         |  | Giorgio Bergamasco         |
|  | Cristoforo Pezzini              |  | Piero Montagnani Marelli |  | Luigi Grassi               |
|  | Enrico Roselli                  |  | Giorgio Piovano          |  | Vincenzo Palumbo           |
|  | Emanuele Samek Lodovici         |  | Francesco Scotti         |  | Edgardo Lami Starnuti      |
|  | Natale Santero                  |  | Pietro Vergani           |  | Alessandro Morino          |
|  | Daniele Turani                  |  | Ernesto Zanardi          |  | Italo Viglianesi           |
|  | Athos Valsecchi                 |  | Bruno Amoletti           |  | Gastone Nencioni           |

### V Legislatura
Tra gli eletti, raggiunse il quorum del 65% dei voti nei collegi Giuseppe Belotti (collegio 2 - Clusone), indicato in grassetto nelle tabelle sottostanti.
| Partito                            | Partito                                          | Risultati 19 maggio 1968 | Risultati 19 maggio 1968 | Risultati 19 maggio 1968 | Seggi | Seggi   |
| Partito                            | Partito                                          | Voti                     | %                        | ±                        | Num   | ±       |
| ---------------------------------- | ------------------------------------------------ | ------------------------ | ------------------------ | ------------------------ | ----- | ------- |
|                                    | Democrazia Cristiana                             | 1 984 071                | 42,17                    | 2,30                     | 20    | 1       |
|                                    | Partito Comunista Italiano-PSIUP                 | 1 238 087                | 26,32                    | 5,65                     | 12    | 2       |
|                                    | PSI-PSDI                                         | 836 918                  | 17,79                    | 6,74                     | 8     | 3       |
|                                    | Partito Liberale Italiano                        | 397 273                  | 8,44                     | 3,93                     | 4     | Stabile |
|                                    | Movimento Sociale Italiano                       | 177 956                  | 3,78                     | 0,33                     | 1     | Stabile |
|                                    | Partito Repubblicano Italiano                    | 53 080                   | 1,13                     | 0,76                     | 0     | Stabile |
|                                    | Partito Democratico Italiano di Unità Monarchica | 17 465                   | 0,37                     | 0,69                     | 0     | Stabile |
|                                    |                                                  |                          |                          |                          |       |         |
| Iscritti                           | Iscritti                                         | 5 105 569                | 100,00                   |                          |       |         |
| ↳ Votanti (% su iscritti)          | ↳ Votanti (% su iscritti)                        | 4 928 164                | 96,53                    | 0,47                     |       |         |
| ↳ Voti validi (% su votanti)       | ↳ Voti validi (% su votanti)                     | 4 704 850                | 95,47                    |                          |       |         |
| ↳ Schede non valide (% su votanti) | ↳ Schede non valide (% su votanti)               | 223 314                  | 4,53                     |                          |       |         |
| ↳ Astenuti (% su iscritti)         | ↳ Astenuti (% su iscritti)                       | 177 405                  | 3,47                     |                          |       |         |

|  | Pio Alessandrini        |  | Athos Valsecchi            |  | Francesco Soliano   |
|  | Giuseppe Belotti        |  | Pasquale Valsecchi         |  | Mario Venanzi       |
|  | Aurelio Colleoni        |  | Ennio Zelioli-Lanzini      |  | Arialdo Banfi       |
|  | Fabiano De Zan          |  | Giovanni Zonca             |  | Edoardo Catellani   |
|  | Mario Dosi              |  | Faustino Zugno             |  | Pietro Caleffi      |
|  | Annibale Fada           |  | Dolores Abbiati            |  | Paolo Cavezzali     |
|  | Giovanni Lombardi       |  | Teodosio Aimoni            |  | Gastone Darè        |
|  | Giovanni Marcora        |  | Gian Mario Albani          |  | Alessandro Morino   |
|  | Mario Martinelli        |  | Arnaldo Bera               |  | Italo Viglianesi    |
|  | Giacomo Samuele Mazzoli |  | Giovanni Brambilla         |  | Michele Zuccalà     |
|  | Tommaso Morlino         |  | Gianfranco Maris           |  | Giorgio Bergamasco  |
|  | Luigi Noè               |  | Vittorio Naldini           |  | Francantonio Biaggi |
|  | Vittorio Pozzar         |  | Giorgio Piovano            |  | Vincenzo Palumbo    |
|  | Camillo Ripamonti       |  | Tullia Romagnoli           |  | Arturo Robba        |
|  | Natale Santero          |  | Ada Valeria Ruhl Bonazzola |  | Gastone Nencioni    |

### VI Legislatura
Tra gli eletti, raggiunse il quorum del 65% dei voti nei collegi Giuseppe Belotti (collegio 2 - Clusone), indicato in grassetto nelle tabelle sottostanti.
| Partito                            | Partito                                         | Risultati 7 maggio 1972 | Risultati 7 maggio 1972 | Risultati 7 maggio 1972 | Seggi | Seggi   |
| Partito                            | Partito                                         | Voti                    | %                       | ±                       | Num   | ±       |
| ---------------------------------- | ----------------------------------------------- | ----------------------- | ----------------------- | ----------------------- | ----- | ------- |
|                                    | Democrazia Cristiana                            | 2 072 474               | 41,69                   | 0,48                    | 20    | Stabile |
|                                    | Partito Comunista Italiano-PSIUP                | 1 219 259               | 24,53                   | 1,79                    | 12    | Stabile |
|                                    | Partito Socialista Italiano                     | 644 694                 | 12,97                   | n.d.                    | 6     | n.d.    |
|                                    | Movimento Sociale Italiano                      | 303 850                 | 6,11                    | 2,33                    | 2     | 1       |
|                                    | Partito Liberale Italiano                       | 279 887                 | 5,63                    | 2,81                    | 2     | 2       |
|                                    | Partito Socialista Democratico Italiano         | 265 118                 | 5,33                    | n.d.                    | 2     | n.d.    |
|                                    | Partito Repubblicano Italiano                   | 157 535                 | 3,17                    | 2,04                    | 1     | 1       |
|                                    | Partito Comunista (Marxista-Leninista) Italiano | 27 876                  | 0,56                    | n.d.                    | 0     | n.d.    |
|                                    |                                                 |                         |                         |                         |       |         |
| Iscritti                           | Iscritti                                        | 5 343 998               | 100,00                  |                         |       |         |
| ↳ Votanti (% su iscritti)          | ↳ Votanti (% su iscritti)                       | 5 172 808               | 96,80                   | 0,27                    |       |         |
| ↳ Voti validi (% su votanti)       | ↳ Voti validi (% su votanti)                    | 4 970 693               | 96,09                   |                         |       |         |
| ↳ Schede non valide (% su votanti) | ↳ Schede non valide (% su votanti)              | 202 115                 | 3,91                    |                         |       |         |
| ↳ Astenuti (% su iscritti)         | ↳ Astenuti (% su iscritti)                      | 171 190                 | 3,20                    |                         |       |         |

|  | Pio Alessandrini        |  | Camillo Ripamonti          |  | Mario Venanzi       |
|  | Pierino Azimonti        |  | Giovanni Battista Scaglia  |  | Agostino Zavattini  |
|  | Giuseppe Belotti        |  | Athos Valsecchi            |  | Edoardo Catellani   |
|  | Nullo Biaggi            |  | Vincenzo Vernaschi         |  | Paolo Cavezzali     |
|  | Ettore Calvi            |  | Faustino Zugno             |  | Renato Colombo      |
|  | Ubaldo De Ponti         |  | Lelio Basso                |  | Giuseppe Grossi     |
|  | Fabiano De Zan          |  | Rodolfo Pietro Bollini     |  | Agostino Viviani    |
|  | Giovanni Marcora        |  | Renato Cebrelli            |  | Michele Zuccalà     |
|  | Mino Martinazzoli       |  | Armando Cossutta           |  | Gastone Nencioni    |
|  | Mario Martinelli        |  | Giuseppe Garoli            |  | Giorgio Pisanò      |
|  | Giacomo Samuele Mazzoli |  | Modesto Gaetano Merzario   |  | Giorgio Bergamasco  |
|  | Tommaso Morlino         |  | Generoso Petrella          |  | Arturo Robba        |
|  | Luigi Noè               |  | Giorgio Piovano            |  | Egidio Ariosto      |
|  | Narciso Patrini         |  | Tullia Romagnoli Carettoni |  | Virginio Bertinelli |
|  | Vittorio Pozzar         |  | Ada Valeria Ruhl Bonazzola |  | Giovanni Spadolini  |

### VII Legislatura
| Partito                            | Partito                                 | Risultati 20 giugno 1976 | Risultati 20 giugno 1976 | Risultati 20 giugno 1976 | Seggi | Seggi   |
| Partito                            | Partito                                 | Voti                     | %                        | ±                        | Num   | ±       |
| ---------------------------------- | --------------------------------------- | ------------------------ | ------------------------ | ------------------------ | ----- | ------- |
|                                    | Democrazia Cristiana                    | 2 170 893                | 41,76                    | 0,07                     | 21    | 1       |
|                                    | Partito Comunista Italiano-PSIUP        | 1 598 097                | 30,74                    | 6,21                     | 16    | 4       |
|                                    | Partito Socialista Italiano             | 613 253                  | 11,80                    | 1,17                     | 6     | Stabile |
|                                    | Movimento Sociale Italiano              | 210 741                  | 4,05                     | 1,72                     | 2     | Stabile |
|                                    | Partito Repubblicano Italiano           | 185 899                  | 3,58                     | 0,41                     | 1     | Stabile |
|                                    | Partito Socialista Democratico Italiano | 183 383                  | 3,53                     | 1,80                     | 1     | 1       |
|                                    | Partito Liberale Italiano               | 109 028                  | 2,10                     | 3,53                     | 1     | 1       |
|                                    | Democrazia Proletaria                   | 78 170                   | 1,50                     | n.d.                     | 0     | n.d.    |
|                                    | Partito Radicale                        | 48 827                   | 0,94                     | n.d.                     | 0     | n.d.    |
|                                    |                                         |                          |                          |                          |       |         |
| Iscritti                           | Iscritti                                | 5 580 706                | 100,00                   |                          |       |         |
| ↳ Votanti (% su iscritti)          | ↳ Votanti (% su iscritti)               | 5 360 560                | 96,06                    | 0,74                     |       |         |
| ↳ Voti validi (% su votanti)       | ↳ Voti validi (% su votanti)            | 5 198 291                | 96,97                    |                          |       |         |
| ↳ Schede non valide (% su votanti) | ↳ Schede non valide (% su votanti)      | 162 269                  | 3,03                     |                          |       |         |
| ↳ Astenuti (% su iscritti)         | ↳ Astenuti (% su iscritti)              | 220 146                  | 3,94                     |                          |       |         |

|  | Urbano Aletti           |  | Camillo Ripamonti        |  | Tullia Romagnoli Carettoni |
|  | Vincenzo Bombardieri    |  | Gian Pietro Rossi        |  | Angelo Romanò              |
|  | Luigi Borghi            |  | Eugenio Tarabini         |  | Ada Valeria Ruhl Bonazzola |
|  | Angelo Castelli         |  | Ferdinando Truzzi        |  | Mario Venanzi              |
|  | Vittorino Colombo       |  | Vincenzo Vernaschi       |  | Agostino Zavattini         |
|  | Fabiano De Zan          |  | Lelio Basso              |  | Giacomo Carnesella         |
|  | Carlo Grazioli          |  | Giovanni Bellinzona      |  | Edoardo Catellani          |
|  | Siro Lombardini         |  | Rodolfo Pietro Bollini   |  | Renato Colombo             |
|  | Aristide Marchetti      |  | Renato Cebrelli          |  | Bruno Luzzato Carpi        |
|  | Giovanni Marcora        |  | Armando Cossutta         |  | Vera Squarcialupi          |
|  | Mino Martinazzoli       |  | Claudio Donelli          |  | Agostino Viviani           |
|  | Giacomo Samuele Mazzoli |  | Giuseppe Garoli          |  | Gastone Nencioni           |
|  | Tommaso Morlino         |  | Modesto Gaetano Merzario |  | Giorgio Pisanò             |
|  | Luigi Noè               |  | Giorgio Milani           |  | Giovanni Spadolini         |
|  | Mario Pedini            |  | Generoso Petrella        |  | Egidio Ariosto             |
|  | Leandro Rampa           |  | Carlo Polli              |  | Vincenzo Bettiza           |

### VIII Legislatura
| Partito                            | Partito                                      | Risultati 3 giugno 1979 | Risultati 3 giugno 1979 | Risultati 3 giugno 1979 | Seggi | Seggi   |
| Partito                            | Partito                                      | Voti                    | %                       | ±                       | Num   | ±       |
| ---------------------------------- | -------------------------------------------- | ----------------------- | ----------------------- | ----------------------- | ----- | ------- |
|                                    | Democrazia Cristiana                         | 2 117 789               | 40,65                   | 1,11                    | 21    | Stabile |
|                                    | Partito Comunista Italiano                   | 1 530 781               | 29,38                   | 1,36                    | 15    | 1       |
|                                    | Partito Socialista Italiano                  | 620 900                 | 11,92                   | 0,12                    | 6     | Stabile |
|                                    | Partito Socialista Democratico Italiano      | 217 704                 | 4,18                    | 0,65                    | 2     | 1       |
|                                    | Movimento Sociale Italiano                   | 186 412                 | 3,58                    | 0,47                    | 1     | 1       |
|                                    | Partito Repubblicano Italiano                | 162 090                 | 3,11                    | 0,47                    | 1     | Stabile |
|                                    | Partito Liberale Italiano                    | 156 745                 | 3,01                    | 0,52                    | 1     | Stabile |
|                                    | Partito Radicale                             | 154 257                 | 2,96                    | 2,02                    | 1     | 1       |
|                                    | Nuova Sinistra Unita                         | 40 217                  | 0,77                    | n.d.                    | 0     | n.d.    |
|                                    | Democrazia Nazionale - Costituente di Destra | 23 074                  | 0,44                    | n.d.                    | 0     | n.d.    |
|                                    |                                              |                         |                         |                         |       |         |
| Iscritti                           | Iscritti                                     | 5 723 980               | 100,00                  |                         |       |         |
| ↳ Votanti (% su iscritti)          | ↳ Votanti (% su iscritti)                    | 5 442 237               | 95,08                   | 0,98                    |       |         |
| ↳ Voti validi (% su votanti)       | ↳ Voti validi (% su votanti)                 | 5 209 969               | 95,73                   |                         |       |         |
| ↳ Schede non valide (% su votanti) | ↳ Schede non valide (% su votanti)           | 232 268                 | 4,27                    |                         |       |         |
| ↳ Astenuti (% su iscritti)         | ↳ Astenuti (% su iscritti)                   | 281 743                 | 4,92                    |                         |       |         |

|  | Enzo Berlanda           |  | Camillo Ripamonti        |  | Marina Rossanda            |
|  | Vincenzo Bombardieri    |  | Gian Pietro Rossi        |  | Ada Valeria Ruhl Bonazzola |
|  | Angelo Castelli         |  | Eugenio Tarabini         |  | Mario Venanzi              |
|  | Vittorino Colombo       |  | Ferdinando Truzzi        |  | Agostino Zavattini         |
|  | Fabiano De Zan          |  | Vincenzo Vernaschi       |  | Libero Della Briotta       |
|  | Luciano Forni           |  | Renzo Antoniazzi         |  | Rino Formica               |
|  | Luigi Granelli          |  | Giovanni Bellinzona      |  | Maurizio Noci              |
|  | Carlo Grazioli          |  | Rodolfo Pietro Bollini   |  | Enrico Novellini           |
|  | Carlo Lavezzari         |  | Giuseppe Chiarante       |  | Gino Scevarolli            |
|  | Aristide Marchetti      |  | Armando Cossutta         |  | Attilio Spozio             |
|  | Giovanni Marcora        |  | Giuseppe Gatti           |  | Egidio Ariosto             |
|  | Mino Martinazzoli       |  | Modesto Gaetano Merzario |  | Gianfranco Conti Persini   |
|  | Libero Mazza            |  | Armelino Milani          |  | Giorgio Pisanò             |
|  | Giacomo Samuele Mazzoli |  | Giorgio Milani           |  | Giovanni Spadolini         |
|  | Tommaso Morlino         |  | Libero Riccardelli       |  | Giovanni Malagodi          |
|  | Mario Pedini            |  | Angelo Romanò            |  | Gianfranco Spadaccia       |

### IX Legislatura
| Partito                            | Partito                                 | Risultati 26 giugno 1983 | Risultati 26 giugno 1983 | Risultati 26 giugno 1983 | Seggi | Seggi   |
| Partito                            | Partito                                 | Voti                     | %                        | ±                        | Num   | ±       |
| ---------------------------------- | --------------------------------------- | ------------------------ | ------------------------ | ------------------------ | ----- | ------- |
|                                    | Democrazia Cristiana                    | 1 747 002                | 34,41                    | 6,24                     | 17    | 4       |
|                                    | Partito Comunista Italiano              | 1 447 823                | 28,52                    | 0,86                     | 15    | Stabile |
|                                    | Partito Socialista Italiano             | 615 644                  | 12,13                    | 0,21                     | 6     | Stabile |
|                                    | Partito Repubblicano Italiano           | 349 351                  | 6,88                     | 3,77                     | 3     | 2       |
|                                    | Movimento Sociale Italiano              | 255 667                  | 5,04                     | 1,46                     | 2     | 1       |
|                                    | Partito Liberale Italiano               | 197 084                  | 3,88                     | 0,77                     | 2     | 1       |
|                                    | Partito Socialista Democratico Italiano | 192 172                  | 3,79                     | 0,39                     | 2     | Stabile |
|                                    | Partito Radicale                        | 103 697                  | 2,04                     | 0,92                     | 1     | Stabile |
|                                    | Democrazia Proletaria                   | 91 814                   | 1,81                     | n.d.                     | 0     | n.d.    |
|                                    | Partito Nazionale Pensionati            | 54 404                   | 1,07                     | n.d.                     | 0     | n.d.    |
|                                    | Partito Cristiano Azione Sociale        | 12 588                   | 0,25                     | n.d.                     | 0     | n.d.    |
|                                    | Lista per Trieste                       | 9 079                    | 0,18                     | n.d.                     | 0     | n.d.    |
|                                    |                                         |                          |                          |                          |       |         |
| Iscritti                           | Iscritti                                | 5 885 976                | 100,00                   |                          |       |         |
| ↳ Votanti (% su iscritti)          | ↳ Votanti (% su iscritti)               | 5 416 646                | 92,03                    | 3,05                     |       |         |
| ↳ Voti validi (% su votanti)       | ↳ Voti validi (% su votanti)            | 5 076 325                | 93,72                    |                          |       |         |
| ↳ Schede non valide (% su votanti) | ↳ Schede non valide (% su votanti)      | 340 321                  | 6,28                     |                          |       |         |
| ↳ Astenuti (% su iscritti)         | ↳ Astenuti (% su iscritti)              | 469 330                  | 7,97                     |                          |       |         |

|  | Gianfranco Aliverti       |  | Vincenzo Vernaschi     |  | Andrea Buffoni           |
|  | Enzo Berlanda             |  | Renzo Antoniazzi       |  | Libero Della Briotta     |
|  | Vincenzo Bombardieri      |  | Rodolfo Pietro Bollini |  | Enrico Novellini         |
|  | Guido Carli               |  | Giuseppe Chiarante     |  | Luigi Panigazzi          |
|  | Angelo Castelli           |  | Armando Cossutta       |  | Gino Scevarolli          |
|  | Vittorino Colombo         |  | Maurizio Lotti         |  | Renato Garibaldi         |
|  | Maria Paola Colombo Svevo |  | Andrea Margheri        |  | Giorgio Covi             |
|  | Alfredo Diana             |  | Luigi Meriggi          |  | Giovanni Ferrara Salute  |
|  | Elio Fontana              |  | Armelino Milani        |  | Giovanni Spadolini       |
|  | Luigi Granelli            |  | Eliseo Milani          |  | Cesare Biglia            |
|  | Pietro Padula             |  | Francesco Pintus       |  | Giorgio Pisanò           |
|  | Giovanni Prandini         |  | Giuliano Procacci      |  | Pietro Fiocchi           |
|  | Francesco Rebecchini      |  | Massimo Riva           |  | Giovanni Malagodi        |
|  | Roberto Romei             |  | Marina Rossanda        |  | Gianfranco Conti Persini |
|  | Franco Salvi              |  | Antonio Taramelli      |  | Renzo Sclavi             |
|  | Eugenio Tarabini          |  | Giovanni Torri         |  | Mario Signorino          |

### X Legislatura
Nessun candidato nei 31 collegi uninominali raggiunse il quorum del 65% dei voti per essere eletto automaticamente; i seggi vennero pertanto assegnati proporzionalmente ai voti ricevuti.
| Partito                            | Partito                                 | Risultati 14 giugno 1987 | Risultati 14 giugno 1987 | Risultati 14 giugno 1987 | Seggi | Seggi   |
| Partito                            | Partito                                 | Voti                     | %                        | ±                        | Num   | ±       |
| ---------------------------------- | --------------------------------------- | ------------------------ | ------------------------ | ------------------------ | ----- | ------- |
|                                    | Democrazia Cristiana                    | 1 845 626                | 34,43                    | 0,02                     | 18    | 1       |
|                                    | Partito Comunista Italiano              | 1 319 356                | 24,61                    | 3,91                     | 12    | 3       |
|                                    | Partito Socialista Italiano             | 901 296                  | 16,81                    | 4,68                     | 8     | 2       |
|                                    | Movimento Sociale Italiano              | 249 470                  | 4,65                     | 0,39                     | 2     | Stabile |
|                                    | Partito Repubblicano Italiano           | 217 157                  | 4,05                     | 2,83                     | 2     | 1       |
|                                    | Lista Verde                             | 139 573                  | 2,60                     | n.d.                     | 1     | n.d.    |
|                                    | Lega Lombarda                           | 137 276                  | 2,56                     | n.d.                     | 1     | n.d.    |
|                                    | Partito Radicale                        | 133 181                  | 2,48                     | 0,44                     | 1     | Stabile |
|                                    | Partito Socialista Democratico Italiano | 127 827                  | 2,38                     | 1,41                     | 1     | 1       |
|                                    | Partito Liberale Italiano               | 124 418                  | 2,32                     | 1,56                     | 1     | 1       |
|                                    | Democrazia Proletaria                   | 108 990                  | 2,03                     | 0,22                     | 1     | 1       |
|                                    | Liga Veneta                             | 46 319                   | 0,86                     | n.d.                     | 0     | n.d.    |
|                                    | Alleanza Popolare Pensionati            | 7 603                    | 0,14                     | n.d.                     | 0     | n.d.    |
|                                    | Movimento Nazionale Cacciatori          | 2 695                    | 0,05                     | n.d.                     | 0     | n.d.    |
|                                    |                                         |                          |                          |                          |       |         |
| Iscritti                           | Iscritti                                | 6 063 800                | 100,00                   |                          |       |         |
| ↳ Votanti (% su iscritti)          | ↳ Votanti (% su iscritti)               | 5 623 237                | 92,73                    | 0,70                     |       |         |
| ↳ Voti validi (% su votanti)       | ↳ Voti validi (% su votanti)            | 5 360 787                | 95,33                    |                          |       |         |
| ↳ Schede non valide (% su votanti) | ↳ Schede non valide (% su votanti)      | 262 450                  | 4,67                     |                          |       |         |
| ↳ Astenuti (% su iscritti)         | ↳ Astenuti (% su iscritti)              | 440 563                  | 7,27                     |                          |       |         |

|  | Gianfranco Aliverti  |  | Franco Salvi           |  | Francesco Forte     |
|  | Giovanni Azzaretti   |  | Ernesto Vercesi        |  | Guido Gerosa        |
|  | Enzo Berlanda        |  | Renzo Antoniazzi       |  | Vittorio Marniga    |
|  | Gilberto Bonalumi    |  | Rodolfo Pietro Bollini |  | Antonio Natali      |
|  | Cirillo Bonora       |  | Giuseppe Chiarante     |  | Giorgio Ruffolo     |
|  | Guido Carli          |  | Armando Cossutta       |  | Gino Scevarolli     |
|  | Severino Citaristi   |  | Antonio Giolitti       |  | Alfredo Mantica     |
|  | Vittorino Colombo    |  | Maurizio Lotti         |  | Giorgio Pisanò      |
|  | Alfredo Diana        |  | Luigi Meriggi          |  | Giovanni Spadolini  |
|  | Elio Fontana         |  | Massimo Riva           |  | Giorgio Covi        |
|  | Cesare Golfari       |  | Guido Rossi            |  | Piergiorgio Sirtori |
|  | Luigi Granelli       |  | Giovanna Senesi        |  | Umberto Bossi       |
|  | Giuseppe Guzzetti    |  | Giorgio Strehler       |  | Franco Corleone     |
|  | Giovanni Prandini    |  | Antonio Taramelli      |  | Gianpaolo Bissi     |
|  | Francesco Rebecchini |  | Michele Achilli        |  | Giovanni Malagodi   |
|  | Augusto Rezzonico    |  | Achille Cutrera        |  | Guido Pollice       |

### XI Legislatura
Nessun candidato nei 31 collegi uninominali raggiunse il quorum del 65% dei voti per essere eletto automaticamente; i seggi vennero pertanto assegnati proporzionalmente ai voti ricevuti.
| Partito                            | Partito                              | Risultati 5 aprile 1992 | Risultati 5 aprile 1992 | Risultati 5 aprile 1992 | Seggi | Seggi   |
| Partito                            | Partito                              | Voti                    | %                       | ±                       | Num   | ±       |
| ---------------------------------- | ------------------------------------ | ----------------------- | ----------------------- | ----------------------- | ----- | ------- |
|                                    | Democrazia Cristiana                 | 1 414 109               | 25,15                   | 7,20                    | 14    | 4       |
|                                    | Lega Nord                            | 1 150 022               | 20,46                   | 17,04                   | 11    | 10      |
|                                    | Partito Democratico della Sinistra   | 726 737                 | 12,93                   | n.d.                    | 7     | n.d.    |
|                                    | Partito Socialista Italiano          | 694 008                 | 12,35                   | 4,46                    | 7     | 1       |
|                                    | Rifondazione Comunista               | 316 355                 | 5,63                    | n.d.                    | 3     | n.d.    |
|                                    | Partito Repubblicano Italiano        | 232 292                 | 4,13                    | 0,08                    | 2     | Stabile |
|                                    | Movimento Sociale Italiano           | 197 710                 | 3,52                    | 1,13                    | 1     | 1       |
|                                    | Federazione dei Verdi                | 175 721                 | 3,13                    | 0,53                    | 1     | Stabile |
|                                    | Partito Liberale Italiano            | 143 473                 | 2,55                    | 0,33                    | 1     | Stabile |
|                                    | Lega Alpina Lumbarda                 | 119 153                 | 2,12                    | n.d.                    | 1     | n.d.    |
|                                    | Lista Pannella                       | 87 547                  | 1,56                    | 0,92                    | –     | 1       |
|                                    | Partito Pensionati                   | 75 210                  | 1,34                    | n.d.                    | –     | n.d.    |
|                                    | La Lega Casalinghe - Pensionati      | 65 712                  | 1,17                    | n.d.                    | –     | n.d.    |
|                                    | PSDI - Lega Nuova                    | 64 393                  | 1,15                    | 1,23                    | –     | 1       |
|                                    | Lega Lombardia Europea               | 52 366                  | 0,93                    | n.d.                    | –     | n.d.    |
|                                    | Sì Referendum                        | 43 894                  | 0,78                    | n.d.                    | –     | n.d.    |
|                                    | Alleanza Lombarda Autonomia          | 32 748                  | 0,58                    | n.d.                    | –     | n.d.    |
|                                    | Caccia Pesca Ambiente                | 15 319                  | 0,27                    | n.d.                    | –     | n.d.    |
|                                    | Federalismo - Pensionati Uomini Vivi | 8 187                   | 0,15                    | n.d.                    | –     | n.d.    |
|                                    | Movimento delle Libertà              | 6 793                   | 0,12                    | n.d.                    | –     | n.d.    |
|                                    |                                      |                         |                         |                         |       |         |
| Iscritti                           | Iscritti                             | 6 408 179               | 100,00                  |                         |       |         |
| ↳ Votanti (% su iscritti)          | ↳ Votanti (% su iscritti)            | 5 891 290               | 91,93                   | 0,80                    |       |         |
| ↳ Voti validi (% su votanti)       | ↳ Voti validi (% su votanti)         | 5 621 749               | 95,42                   |                         |       |         |
| ↳ Schede non valide (% su votanti) | ↳ Schede non valide (% su votanti)   | 269 541                 | 4,58                    |                         |       |         |
| ↳ Astenuti (% su iscritti)         | ↳ Astenuti (% su iscritti)           | 516 889                 | 8,07                    |                         |       |         |
|                                    |                                      |                         |                         |                         |       |         |
| Fonte: Ministero dell'Interno      |                                      |                         |                         |                         |       |         |

|  | Mario Campagnoli          |  | Gianfranco Miglio     |  | Alma Cappiello     |
|  | Andreino Carrara          |  | Luigi Moretti         |  | Achille Cutrera    |
|  | Severino Citaristi        |  | Giancarlo Pagliarini  |  | Francesco Forte    |
|  | Vittorino Colombo         |  | Gianpaolo Paini       |  | Giorgio Gangi      |
|  | Maria Paola Colombo Svevo |  | Carlo Pisati          |  | Vittorio Marniga   |
|  | Bruno Ferrari             |  | Luigi Roscia          |  | Giorgio Ruffolo    |
|  | Elio Fontana              |  | Luigi Roveda          |  | Gino Scevarolli    |
|  | Cesare Golfari            |  | Francesco Speroni     |  | Armando Cossutta   |
|  | Luigi Granelli            |  | Francesco Tabladini   |  | Luigi Meriggi      |
|  | Giuseppe Guzzetti         |  | Roberto Borroni       |  | Luigi Vinci        |
|  | Mino Martinazzoli         |  | Giuseppe Chiarante    |  | Giorgio Covi       |
|  | Walter Montini            |  | Pierangelo Giovanolla |  | Antonio Maccanico  |
|  | Renato Ravasio            |  | Anna Maria Pedrazzi   |  | Giuseppe Resta     |
|  | Giuseppe Zamberletti      |  | Marco Pezzoni         |  | Emilio Molinari    |
|  | Giuseppe Leoni            |  | Giovanna Senesi       |  | Carlo Scognamiglio |
|  | Elia Manara               |  | Carlo Smuraglia       |  | Elidio De Paoli    |

## Dal 1993 al 2005
Con la riforma elettorale maggioritaria del 1993, in prima istanza veniva eletto senatore il candidato che avesse riportato la maggioranza relativa dei suffragi in ciascun collegio. Nessun candidato poteva presentarsi in più di un collegio. I rimanenti seggi regionali erano invece assegnati assommando i voti di tutti i candidati uninominali perdenti che si fossero collegati in un gruppo regionale, utilizzando il metodo D'Hondt delle migliori medie: gli scranni così ottenuti da ciascun gruppo venivano assegnati, all'interno di essa, ai candidati perdenti che avessero ottenuto le migliori percentuali elettorali.

### Collegi elettorali
1. Milano 1
2. Milano 2
3. Milano 3
4. Milano 4
5. Milano 5
6. Milano - Sesto San Giovanni
7. Lodi
8. Rozzano
9. Abbiategrasso
10. Rho
11. Bollate
12. Cinisello Balsamo
13. Seregno
14. Monza
15. Melzo
16. Cologno Monzese
17. Varese
18. Gallarate
19. Busto Arsizio
20. Como
21. Cantù
22. Brescia
23. Lumezzane
24. Desenzano del Garda
25. Chiari
26. Suzzara
27. Mantova
28. Cremona
29. Pavia
30. Vigevano
31. Bergamo
32. Albino
33. Treviglio
34. Sondrio
35. Lecco

### XII legislatura

#### Risultati elettorali
|                               | Polo delle Libertà           | 2 491 623 | 43,64 | 35 |  |  |  |  |  |
|                               | Progressisti                 | 1 291 179 | 22,61 | 6  |  |  |  |  |  |
|                               | Patto per l'Italia           | 837 082   | 14,66 | 3  |  |  |  |  |  |
|                               | Alleanza Nazionale           | 380 051   | 6,66  | 1  |  |  |  |  |  |
|                               | Lega Alpina Lumbarda         | 246 046   | 4,31  | 1  |  |  |  |  |  |
|                               | Lista Pannella-Riformatori   | 217 955   | 3,82  | 1  |  |  |  |  |  |
|                               | Partito Pensionati           | 125 855   | 2,20  | –  |  |  |  |  |  |
|                               | Lega Angela Bossi            | 72 455    | 1,27  | –  |  |  |  |  |  |
|                               | Partito della Legge Naturale | 31 582    | 0,55  | –  |  |  |  |  |  |
|                               | Democratici Popolari         | 15 980    | 0,28  | –  |  |  |  |  |  |
| Totale                        | Totale                       | 5 709 808 | 100   | 47 |  |  |  |  |  |
|                               |                              |           |       |    |  |  |  |  |  |
| Voti non validi               | Voti non validi              | 286 046   | 4,77  |    |  |  |  |  |  |
| Votanti                       | Votanti                      | 5 995 854 | 95,55 |    |  |  |  |  |  |
| Elettori                      | Elettori                     | 6 275 149 |       |    |  |  |  |  |  |
|                               |                              |           |       |    |  |  |  |  |  |
| Data: 27-28 marzo 1994        |                              |           |       |    |  |  |  |  |  |
| Fonte: Ministero dell'interno |                              |           |       |    |  |  |  |  |  |

#### Eletti
Eletti nel Polo delle Libertà (FI - LN - CCD)
     Eletti nei Progressisti (PDS - PRC - FdV - PSI - Rete - AD - CS - RS)
     Eletti nel Patto per l'Italia (PPI - PS)
     Eletti in Alleanza Nazionale - Movimento Sociale Italiano
     Eletti nella Lega Alpina Lumbarda
     Eletti nella Lista Pannella-Riformatori
| Collegio                        | Eletto | Eletto                    | Partito   | Quota |
| ------------------------------- | ------ | ------------------------- | --------- | ----- |
| 1 - Milano 1                    |        | Marisa Bedoni             | LN        | Magg. |
| 1 - Milano 1                    |        | Riccardo De Corato        | AN-MSI    | Prop. |
| 1 - Milano 1                    |        | Francesca Scopelliti      | LP-Rif    | Prop. |
| 2 - Milano 2                    |        | Giancarlo Pagliarini      | LN        | Magg. |
| 3 - Milano 3                    |        | Carlo Scognamiglio        | FI (UdC)  | Magg. |
| 4 - Milano 4                    |        | Roberto Lasagna           | FI        | Magg. |
| 5 - Milano 5                    |        | Maurilio Frigerio         | LN        | Magg. |
| 5 - Milano 5                    |        | Pietro Giurickovic        | PDS       | Prop. |
| 6 - Milano - Sesto San Giovanni |        | Celestino Pedrazzini      | LN        | Magg. |
| 6 - Milano - Sesto San Giovanni |        | Aurelio Crippa            | PRC       | Prop. |
| 7 - Lodi                        |        | Michele Arcangelo Bucci   | FI        | Magg. |
| 8 - Rozzano                     |        | Gian Luigi Lombardi Cerri | LN        | Magg. |
| 8 - Rozzano                     |        | Carlo Smuraglia           | PDS       | Prop. |
| 9 - Abbiategrasso               |        | Ivaldo Carini             | LN        | Magg. |
| 10 - Rho                        |        | Gianluigi Carnovali       | LN        | Magg. |
| 11 - Bollate                    |        | Erminio Busnelli          | LN        | Magg. |
| 12 - Cinisello Balsamo          |        | Domenico Contestabile     | FI        | Magg. |
| 12 - Cinisello Balsamo          |        | Corrado Stajano           | PDS (Ind) | Prop. |
| 13 - Seregno                    |        | Roberto Maria Radice      | FI        | Magg. |
| 14 - Monza                      |        | Giorgio Brambilla         | LN        | Magg. |
| 15 - Melzo                      |        | Marcello Staglieno        | LN        | Magg. |
| 16 - Cologno Monzese            |        | Corinto Marchini          | LN        | Magg. |
| 17 - Varese                     |        | Giovanni Binaghi          | LN        | Magg. |
| 18 - Gallarate                  |        | Luigi Peruzzotti          | LN        | Magg. |
| 19 - Busto Arsizio              |        | Francesco Speroni         | LN        | Magg. |
| 20 - Como                       |        | Gianfranco Miglio         | LN        | Magg. |
| 21 - Cantù                      |        | Elia Manara               | LN        | Magg. |
| 22 - Brescia                    |        | Francesco Tabladini       | LN        | Magg. |
| 23 - Lumezzane                  |        | Luciano Garatti           | FI        | Magg. |
| 23 - Lumezzane                  |        | Aldo Gregorelli           | PPI       | Prop. |
| 24 - Desenzano del Garda        |        | Massimo Wilde             | LN        | Magg. |
| 25 - Chiari                     |        | Giovanni Gei              | CCD       | Magg. |
| 25 - Chiari                     |        | Francesco Ferrari         | PPI       | Prop. |
| 26 - Suzzara                    |        | Giovanni Robusti          | LN        | Magg. |
| 26 - Suzzara                    |        | Piergiorgio Bergonzi      | PRC       | Prop. |
| 27 - Mantova                    |        | Paolo Gibertoni           | LN        | Magg. |
| 27 - Mantova                    |        | Roberto Borroni           | PDS       | Prop. |
| 28 - Cremona                    |        | Italico Maffini           | LN        | Magg. |
| 29 - Pavia                      |        | Giampiero Beccaria        | FI        | Magg. |
| 30 - Vigevano                   |        | Mario Masiero             | LN        | Magg. |
| 31 - Bergamo                    |        | Livio Caputo              | FI        | Magg. |
| 32 - Albino                     |        | Silvestro Terzi           | LN        | Magg. |
| 32 - Albino                     |        | Vincenzo Bonandrini       | PPI       | Prop. |
| 32 - Albino                     |        | Elidio De Paoli           | LAL       | Prop. |
| 33 - Treviglio                  |        | Massimo Dolazza           | LN        | Magg. |
| 34 - Sondrio                    |        | Gianpaolo Paini           | LN        | Magg. |
| 35 - Lecco                      |        | Luigi Roveda              | LN        | Magg. |

### XIII legislatura

#### Risultati elettorali
|                               | L'Ulivo                                  | 1 928 868 | 34,16 | 19 |  |  |  |  |  |
|                               | Polo per le Libertà                      | 1 853 453 | 32,83 | 16 |  |  |  |  |  |
|                               | Lega Nord                                | 1 376 124 | 24,37 | 11 |  |  |  |  |  |
|                               | Lista Pannella-Sgarbi                    | 141 921   | 2,51  | –  |  |  |  |  |  |
|                               | Lega per l'Autonomia - Alleanza Lombarda | 106 313   | 1,88  | –  |  |  |  |  |  |
|                               | Fiamma Tricolore                         | 84 079    | 1,49  | –  |  |  |  |  |  |
|                               | Federazione Liste Civiche Italiane       | 55 793    | 0,99  | –  |  |  |  |  |  |
|                               | Alleanza dei Progressisti                | 50 235    | 0,89  | 1  |  |  |  |  |  |
|                               | Partito Socialista                       | 49 639    | 0,88  | –  |  |  |  |  |  |
| Totale                        | Totale                                   | 5 646 425 | 100   | 47 |  |  |  |  |  |
|                               |                                          |           |       |    |  |  |  |  |  |
| Voti non validi               | Voti non validi                          | 292 286   | 4,92  |    |  |  |  |  |  |
| Votanti                       | Votanti                                  | 5 938 711 | 89,02 |    |  |  |  |  |  |
| Elettori                      | Elettori                                 | 6 671 118 |       |    |  |  |  |  |  |
|                               |                                          |           |       |    |  |  |  |  |  |
| Data: 21 aprile 1996          |                                          |           |       |    |  |  |  |  |  |
| Fonte: Ministero dell'interno |                                          |           |       |    |  |  |  |  |  |

#### Eletti
Eletti nel Polo per le Libertà (FI - AN - CCD - CDU)
     Eletti nell'Ulivo (PDS - PpP (PPI - PRI - UD - SVP) - RI - FdV) - PSd'Az - FL - MCU - CS - SI - PS)
     Eletti nella Lega Nord
     Eletti nell'Alleanza dei Progressisti (PRC)
| Collegio                        | Eletto | Eletto                  | Partito  | Quota |
| ------------------------------- | ------ | ----------------------- | -------- | ----- |
| 1 - Milano 1                    |        | Carlo Scognamiglio      | FI (UdC) | Magg. |
| 2 - Milano 2                    |        | Saverio Vertone         | FI       | Magg. |
| 2 - Milano 2                    |        | Vera Squarcialupi       | PDS      | Prop. |
| 3 - Milano 3                    |        | Riccardo De Corato      | AN       | Magg. |
| 3 - Milano 3                    |        | Felice Besostri         | FL       | Prop. |
| 4 - Milano 4                    |        | Roberto Lasagna         | FI       | Magg. |
| 4 - Milano 4                    |        | Antonio Duva            | PRI      | Prop. |
| 5 - Milano 5                    |        | Leopoldo Elia           | PPI      | Magg. |
| 6 - Milano - Sesto San Giovanni |        | Antonio Pizzinato       | PDS      | Magg. |
| 6 - Milano - Sesto San Giovanni |        | Sergio Travaglia        | FI       | Prop. |
| 7 - Lodi                        |        | Gianni Piatti           | PDS      | Magg. |
| 7 - Lodi                        |        | Michele Arcangelo Bucci | FI       | Prop. |
| 8 - Rozzano                     |        | Carlo Smuraglia         | PDS      | Magg. |
| 8 - Rozzano                     |        | Antonino Caruso         | AN       | Prop. |
| 9 - Abbiategrasso               |        | Francesco Servello      | AN       | Magg. |
| 10 - Rho                        |        | Fiorello Cortiana       | FdV      | Magg. |
| 11 - Bollate                    |        | Ornella Piloni          | PDS      | Magg. |
| 12 - Cinisello Balsamo          |        | Patrizia Toia           | PPI      | Magg. |
| 12 - Cinisello Balsamo          |        | Enrico Rizzi            | FI       | Prop. |
| 13 - Seregno                    |        | Ettore Rotelli          | FI       | Magg. |
| 14 - Monza                      |        | Alfredo Mantica         | AN       | Magg. |
| 14 - Monza                      |        | Anna Maria Bernasconi   | PDS      | Prop. |
| 15 - Melzo                      |        | Loris Giuseppe Maconi   | PDS      | Magg. |
| 16 - Cologno Monzese            |        | Natale Ripamonti        | FdV      | Magg. |
| 16 - Cologno Monzese            |        | Enrico Pianetta         | FI       | Prop. |
| 17 - Varese                     |        | Piero Pellicini         | AN       | Magg. |
| 18 - Gallarate                  |        | Luigi Peruzzotti        | LN       | Magg. |
| 19 - Busto Arsizio              |        | Antonio Tomassini       | FI       | Magg. |
| 19 - Busto Arsizio              |        | Francesco Speroni       | LN       | Prop. |
| 20 - Como                       |        | Gianfranco Miglio       | FI (PF)  | Magg. |
| 21 - Cantù                      |        | Elia Manara             | LN       | Magg. |
| 22 - Brescia                    |        | Alessandro Pardini      | PDS      | Magg. |
| 23 - Lumezzane                  |        | Francesco Tabladini     | LN       | Magg. |
| 24 - Desenzano del Garda        |        | Giovanni Bruni          | RI       | Magg. |
| 24 - Desenzano del Garda        |        | Massimo Wilde           | LN       | Prop. |
| 25 - Chiari                     |        | Francesco Tirelli       | LN       | Magg. |
| 26 - Suzzara                    |        | Piergiorgio Bergonzi    | PRC      | Magg. |
| 27 - Mantova                    |        | Roberto Borroni         | PDS      | Magg. |
| 28 - Cremona                    |        | Angelo Rescaglio        | PPI      | Magg. |
| 29 - Pavia                      |        | Tullio Montagna         | PDS      | Magg. |
| 30 - Vigevano                   |        | Domenico Contestabile   | FI       | Magg. |
| 31 - Bergamo                    |        | Giancarlo Zilio         | PPI      | Magg. |
| 31 - Bergamo                    |        | Sergio Rossi            | LN       | Prop. |
| 32 - Albino                     |        | Vito Gnutti             | LN       | Magg. |
| 33 - Treviglio                  |        | Massimo Dolazza         | LN       | Magg. |
| 34 - Sondrio                    |        | Fiorello Provera        | LN       | Magg. |
| 35 - Lecco                      |        | Roberto Castelli        | LN       | Magg. |

### XIV legislatura

#### Risultati elettorali
|                               | Casa delle Libertà                       | 2 557 622 | 44,80 | 33 |  |  |  |  |  |
|                               | L'Ulivo                                  | 1 924 113 | 33,70 | 11 |  |  |  |  |  |
|                               | Lega per l'Autonomia - Alleanza Lombarda | 308 559   | 5,40  | 1  |  |  |  |  |  |
|                               | Partito della Rifondazione Comunista     | 279 152   | 4,89  | 1  |  |  |  |  |  |
|                               | Lista Di Pietro                          | 180 828   | 3,17  | 1  |  |  |  |  |  |
|                               | Lista Emma Bonino                        | 145 524   | 2,55  | –  |  |  |  |  |  |
|                               | Democrazia Europea                       | 88 322    | 1,55  | –  |  |  |  |  |  |
|                               | Partito Pensionati                       | 78 572    | 1,38  | –  |  |  |  |  |  |
|                               | Fiamma Tricolore                         | 64 594    | 1,13  | –  |  |  |  |  |  |
|                               | Va' Pensiero Padania                     | 42 568    | 0,75  | –  |  |  |  |  |  |
|                               | Forza Nuova                              | 18 335    | 0,32  | –  |  |  |  |  |  |
|                               | Basta! I Liberaldemocratici              | 10 807    | 0,19  | –  |  |  |  |  |  |
|                               | Partito Liberal Popolare                 | 10 301    | 0,18  | –  |  |  |  |  |  |
| Totale                        | Totale                                   | 5 709 297 | 100   | 47 |  |  |  |  |  |
|                               |                                          |           |       |    |  |  |  |  |  |
| Voti non validi               | Voti non validi                          | 295 789   | 4,93  |    |  |  |  |  |  |
| Votanti                       | Votanti                                  | 6 005 086 | 86,52 |    |  |  |  |  |  |
| Elettori                      | Elettori                                 | 6 940 329 |       |    |  |  |  |  |  |
|                               |                                          |           |       |    |  |  |  |  |  |
| Data: 13 maggio 2001          |                                          |           |       |    |  |  |  |  |  |
| Fonte: Ministero dell'interno |                                          |           |       |    |  |  |  |  |  |

#### Eletti
Eletti nella Casa delle Libertà (FI - AN - LN - CCD - CDU - NPSI - PRI)
     Eletti nell'Ulivo (DS - DL - Girasole (SDI - FdV) - PdCI - MRE - SVP - PSd'Az)
     Eletti nella Lega per l'Autonomia - Alleanza Lombarda
     Eletti nel Partito della Rifondazione Comunista
     Eletti nell'Italia dei Valori
| Collegio                        | Eletto | Eletto                 | Partito | Quota |
| ------------------------------- | ------ | ---------------------- | ------- | ----- |
| 1 - Milano 1                    |        | Marcello Dell'Utri     | FI      | Magg. |
| 2 - Milano 2                    |        | Gianpiero Cantoni      | FI      | Magg. |
| 3 - Milano 3                    |        | Riccardo De Corato     | AN      | Magg. |
| 4 - Milano 4                    |        | Lino Jannuzzi          | FI      | Magg. |
| 5 - Milano 5                    |        | Sergio Travaglia       | FI      | Magg. |
| 5 - Milano 5                    |        | Gianfranco Pagliarulo  | PdCI    | Prop. |
| 5 - Milano 5                    |        | Luigi Malabarba        | PRC     | Prop. |
| 6 - Milano - Sesto San Giovanni |        | Antonio Del Pennino    | PRI     | Magg. |
| 6 - Milano - Sesto San Giovanni |        | Antonio Pizzinato      | DS      | Prop. |
| 7 - Lodi                        |        | Romano Comincioli      | FI      | Magg. |
| 7 - Lodi                        |        | Gianni Piatti          | DS      | Prop. |
| 8 - Rozzano                     |        | Antonino Caruso        | AN      | Magg. |
| 8 - Rozzano                     |        | Ornella Piloni         | DS      | Prop. |
| 9 - Abbiategrasso               |        | Francesco Servello     | AN      | Magg. |
| 10 - Rho                        |        | Giuseppe Valditara     | AN      | Magg. |
| 11 - Bollate                    |        | Cesarino Monti         | LN      | Magg. |
| 12 - Cinisello Balsamo          |        | Alberto Zorzoli        | FI      | Magg. |
| 12 - Cinisello Balsamo          |        | Patrizia Toia          | PPI     | Prop. |
| 13 - Seregno                    |        | Enrico Rizzi           | FI      | Magg. |
| 14 - Monza                      |        | Alfredo Mantica        | AN      | Magg. |
| 14 - Monza                      |        | Emanuela Baio Dossi    | DL      | Prop. |
| 15 - Melzo                      |        | Luigi Scotti           | FI      | Magg. |
| 15 - Melzo                      |        | Loris Giuseppe Maconi  | DS      | Prop. |
| 16 - Cologno Monzese            |        | Enrico Pianetta        | FI      | Magg. |
| 16 - Cologno Monzese            |        | Natale Ripamonti       | FdV     | Prop. |
| 17 - Varese                     |        | Piero Pellicini        | AN      | Magg. |
| 18 - Gallarate                  |        | Luigi Peruzzotti       | LN      | Magg. |
| 19 - Busto Arsizio              |        | Antonio Tomassini      | FI      | Magg. |
| 20 - Como                       |        | Celestino Pedrazzini   | LN      | Magg. |
| 21 - Cantù                      |        | Graziano Maffioli      | CCD     | Magg. |
| 22 - Brescia                    |        | Paolo Guzzanti         | FI      | Magg. |
| 22 - Brescia                    |        | Pierluigi Petrini      | DL      | Prop. |
| 23 - Lumezzane                  |        | Guglielmo Castagnetti  | FI      | Magg. |
| 24 - Desenzano del Garda        |        | Francesco Tirelli      | LN      | Magg. |
| 25 - Chiari                     |        | Sergio Agoni           | LN      | Magg. |
| 26 - Suzzara                    |        | Franco Danieli         | DL      | Magg. |
| 27 - Mantova                    |        | Anna Donati            | FdV     | Magg. |
| 28 - Cremona                    |        | Lamberto Grillotti     | AN      | Magg. |
| 29 - Pavia                      |        | Luigi Fabbri           | FI      | Magg. |
| 30 - Vigevano                   |        | Domenico Contestabile  | FI      | Magg. |
| 31 - Bergamo                    |        | Vittorio Pessina       | FI      | Magg. |
| 32 - Albino                     |        | Roberto Calderoli      | LN      | Magg. |
| 32 - Albino                     |        | Elidio De Paoli        | LpA-AL  | Prop. |
| 32 - Albino                     |        | Valerio Carrara        | IdV     | Prop. |
| 33 - Treviglio                  |        | Ettore Pietro Pirovano | LN      | Magg. |
| 34 - Sondrio                    |        | Fiorello Provera       | LN      | Magg. |
| 35 - Lecco                      |        | Roberto Castelli       | LN      | Magg. |

## Dal 2005 al 2017
Con l'entrata in vigore della legge Calderoli, per l'elezione del Senato viene adottato un sistema elettorale proporzionale con liste bloccate, soglia di sbarramento e premio di maggioranza su base regionale. Alla ripartizione dei seggi, che avviene secondo il metodo Hare dei quozienti interi e dei più alti resti, concorrono le liste che nell'ambito della circoscrizione regionale abbiano ottenuto almeno l'8% dei voti validi, oppure almeno il 3% se esse sono parte di una coalizione che abbia ottenuto almeno il 20%. In ogni caso, alla coalizione o lista singola più votata è attribuito almeno il 55% dei seggi: se tale soglia non è raggiunta, viene assegnato un premio di maggioranza, in forma di seggi supplementari, che riduce quelli attribuiti alle altre forze politiche.

### XV legislatura

#### Risultati elettorali
|                               | Forza Italia                                      | 1 623 745 | 27,67 | 14 |  |  |  |  |  |
|                               | Lega Nord – MPA                                   | 652 047   | 11,11 | 5  |  |  |  |  |  |
|                               | Alleanza Nazionale                                | 572 242   | 9,75  | 5  |  |  |  |  |  |
|                               | Unione dei Democratici Cristiani                  | 343 269   | 5,85  | 3  |  |  |  |  |  |
|                               | Alternativa Sociale                               | 32 336    | 0,55  | –  |  |  |  |  |  |
|                               | Fiamma Tricolore                                  | 31 307    | 0,53  | –  |  |  |  |  |  |
|                               | Democrazia Cristiana per le Autonomie – Nuovo PSI | 28 300    | 0,48  | –  |  |  |  |  |  |
|                               | Pensionati Uniti                                  | 24 081    | 0,41  | –  |  |  |  |  |  |
|                               | Ecologisti Democratici                            | 15 171    | 0,26  | –  |  |  |  |  |  |
|                               | No Euro                                           | 13 580    | 0,23  | –  |  |  |  |  |  |
|                               | Partito Liberale Italiano                         | 6 390     | 0,11  | –  |  |  |  |  |  |
|                               | Totale coalizione                                 | 3 342 468 | 56,95 | 27 |  |  |  |  |  |
|                               | Democratici di Sinistra                           | 726 105   | 12,37 | 7  |  |  |  |  |  |
|                               | La Margherita                                     | 588 856   | 10,03 | 6  |  |  |  |  |  |
|                               | Partito della Rifondazione Comunista              | 407 939   | 6,95  | 4  |  |  |  |  |  |
|                               | Insieme con l'Unione                              | 279 552   | 4,76  | 3  |  |  |  |  |  |
|                               | Italia dei Valori                                 | 150 116   | 2,56  | –  |  |  |  |  |  |
|                               | Rosa nel Pugno                                    | 128 849   | 2,20  | –  |  |  |  |  |  |
|                               | Partito Pensionati                                | 95 026    | 1,62  | –  |  |  |  |  |  |
|                               | Alleanza Lombarda                                 | 90 855    | 1,55  | –  |  |  |  |  |  |
|                               | Popolari UDEUR                                    | 19 842    | 0,34  | –  |  |  |  |  |  |
|                               | Partito Socialista Democratico Italiano           | 9 324     | 0,16  | –  |  |  |  |  |  |
|                               | Movimento Repubblicani Europei                    | 5 003     | 0,09  | –  |  |  |  |  |  |
|                               | Totale coalizione                                 | 2 501 467 | 42,62 | 20 |  |  |  |  |  |
|                               | Pensioni e Lavoro                                 | 19 759    | 0,34  | –  |  |  |  |  |  |
|                               | Per il Sud                                        | 5 434     | 0,09  | –  |  |  |  |  |  |
| Totale                        | Totale                                            | 5 869 128 | 100   | 47 |  |  |  |  |  |
|                               |                                                   |           |       |    |  |  |  |  |  |
| Voti non validi               | Voti non validi                                   | 152 304   | 2,53  |    |  |  |  |  |  |
| Votanti                       | Votanti                                           | 6 021 432 | 87,52 |    |  |  |  |  |  |
| Elettori                      | Elettori                                          | 6 880 379 |       |    |  |  |  |  |  |
|                               |                                                   |           |       |    |  |  |  |  |  |
| Fonte: Ministero dell'interno |                                                   |           |       |    |  |  |  |  |  |

#### Eletti
| Forza Italia | Lega Nord | Alleanza Nazionale                                                                         | Unione dei Demcoratici Cristiani e di Centro                                              |
| --- | --- | ------------------------------------------------------------------------------------------ | ----------------------------------------------------------------------------------------- |
| | |                                                                                            |                                                                                           |
| - → Roberto Formigoni - Guido Possa - Ombretta Colli - Gianfranco Rotondi - Gianpiero Cantoni - Marcello Dell'Utri - Antonio Tomassini - Nitto Francesco Palma - Luigi Scotti - Romano Comincioli - Luigi Grillo - Enrico Pianetta - Valerio Carrara - Egidio Sterpa | - Roberto Castelli - Giuseppe Leoni - Ettore Pirovano - Dario Galli - Dario Fruscio                                     | - Alfredo Mantica - Alessio Butti - Giuseppe Valditara - Stefano Losurdo - Antonino Caruso | - Rocco Buttiglione - → Luca Marconi - Graziano Maffioli - Luigi Maninetti                |
| Democratici di Sinistra | La Margherita | Partito della Rifondazione Comunista                                                       | Insieme con l'Unione                                                                      |
| | |                                                                                            |                                                                                           |
| - Giorgio Benvenuto - Gerardo D'Ambrosio - Fiorenza Bassoli - Furio Colombo - Carlo Fontana - Paolo Bodini - Guido Galardi | - → Tiziano Treu - Paola Binetti - Valerio Zanone - Emanuela Baio Dossi - Franco Danieli - Daniele Bosone - Paolo Rossi | - Maria Luisa Boccia - Giovanna Capelli - Giovanni Confalonieri - José Luiz Del Roio       | - → Armando Cossutta - Natale Ripamonti - Maria Agostina Pellegatta - Gianpaolo Silvestri |

1. ↑  Cessa dal mandato in data 12.07.2006 (opta per la carica di Presidente della Giunta regionale della Lombardia); subentrante: Antonio Del Pennino
2. ↑  Opta per la circoscrizione Puglia
3. ↑  Opta per la circoscrizione Veneto
4. ↑  Opta per la circoscrizione Emilia-Romagna

### XVI legislatura

#### Risultati elettorali
|                               | Il Popolo della Libertà              | 1 959 786 | 34,41 | 19 |  |  |  |  |  |
|                               | Lega Nord                            | 1 180 189 | 20,72 | 11 |  |  |  |  |  |
|                               | Totale coalizione                    | 3 139 975 | 55,12 | 30 |  |  |  |  |  |
|                               | Partito Democratico                  | 1 608 129 | 28,23 | 15 |  |  |  |  |  |
|                               | Italia dei Valori                    | 216 013   | 3,79  | 2  |  |  |  |  |  |
|                               | Totale coalizione                    | 1 824 142 | 32,02 | 17 |  |  |  |  |  |
|                               | Unione di Centro                     | 240 598   | 4,22  | –  |  |  |  |  |  |
|                               | La Sinistra l'Arcobaleno             | 183 043   | 3,21  | –  |  |  |  |  |  |
|                               | La Destra - Fiamma Tricolore         | 92 688    | 1,63  | –  |  |  |  |  |  |
|                               | Alleanza Lombarda                    | 45 623    | 0,80  | –  |  |  |  |  |  |
|                               | Partito Socialista                   | 30 747    | 0,54  | –  |  |  |  |  |  |
|                               | Partito Comunista dei Lavoratori     | 27 147    | 0,48  | –  |  |  |  |  |  |
|                               | Lista dei Grilli Parlanti            | 25 834    | 0,45  | –  |  |  |  |  |  |
|                               | Sinistra Critica                     | 22 491    | 0,39  | –  |  |  |  |  |  |
|                               | Forza Nuova                          | 17 919    | 0,31  | –  |  |  |  |  |  |
|                               | Per il Bene Comune                   | 15 284    | 0,27  | –  |  |  |  |  |  |
|                               | Partito Liberale Italiano            | 13 585    | 0,24  | –  |  |  |  |  |  |
|                               | Unione Democratica per i Consumatori | 11 901    | 0,21  | –  |  |  |  |  |  |
|                               | Fronte Indipendentista Lombardia     | 5 234     | 0,09  | –  |  |  |  |  |  |
| Totale                        | Totale                               | 5 696 211 | 100   | 47 |  |  |  |  |  |
|                               |                                      |           |       |    |  |  |  |  |  |
| Voti non validi               | Voti non validi                      | 147 177   | 2,52  |    |  |  |  |  |  |
| Votanti                       | Votanti                              | 5 843 388 | 84,69 |    |  |  |  |  |  |
| Elettori                      | Elettori                             | 6 899 386 |       |    |  |  |  |  |  |
|                               |                                      |           |       |    |  |  |  |  |  |
| Fonte: Ministero dell'interno |                                      |           |       |    |  |  |  |  |  |

#### Eletti
| Il Popolo della Libertà | Partito Democratico | Lega Nord | Italia dei Valori                    |
| --- | --- | --- | ------------------------------------ |
| | | |                                      |
| - → Roberto Formigoni - Alfredo Mantica - Ombretta Colli - Guido Possa - Alessio Butti - Gianpiero Cantoni - Marcello Dell'Utri - Mario Mantovani - Romano Comincioli - Antonino Caruso - Luigi Scotti - Antonio Tomassini - Giancarlo Serafini - Giuseppe Valditara - Giacomo Caliendo - Salvatore Sciascia - Valerio Carrara - Alfredo Messina - Pierfrancesco Gamba | - Umberto Veronesi - Mauro Ceruti - Pietro Ichino - Emanuela Baio Dossi - Gerardo D'Ambrosio - Daniele Bosone - Fiorenza Bassoli - Tiziano Treu - Luigi Vimercati - Antonio Rusconi - Guido Galperti - Cinzia Maria Fontana - Giorgio Roilo - Paolo Rossi - Marilena Adamo | - Roberto Calderoli - → Roberto Castelli - Giuseppe Leoni - Rosi Mauro - Massimo Garavaglia - Cesarino Monti - Roberto Mura - Sandro Mazzatorta - Lorenzo Bodega - Fabio Rizzi - Armando Valli - Irene Aderenti | - Giuliana Carlino - Giuseppe Astore |

1. ↑  Cessa dal mandato in data 04.06.2008 (opta per la carica di Presidente della Giunta regionale della Lombardia); subentrante: Riccardo Conti
2. ↑  Opta per la circoscrizione Liguria

### XVII legislatura

#### Risultati elettorali
|                               | Il Popolo della Libertà          | 1 109 618 | 20,84 | 16 |  |  |  |  |  |
|                               | Lega Nord                        | 731 187   | 13,74 | 11 |  |  |  |  |  |
|                               | Fratelli d'Italia                | 75 790    | 1,42  | –  |  |  |  |  |  |
|                               | Partito Pensionati               | 49 710    | 0,93  | –  |  |  |  |  |  |
|                               | Basta Tasse                      | 17 163    | 0,32  | –  |  |  |  |  |  |
|                               | La Destra                        | 14 395    | 0,27  | –  |  |  |  |  |  |
|                               | Moderati in Rivoluzione          | 5 463     | 0,10  | –  |  |  |  |  |  |
|                               | Totale coalizione                | 2 003 326 | 37,63 | 27 |  |  |  |  |  |
|                               | Partito Democratico              | 1 454 057 | 27,31 | 11 |  |  |  |  |  |
|                               | Sinistra Ecologia Libertà        | 114 024   | 2,14  | –  |  |  |  |  |  |
|                               | Centro Democratico               | 9 974     | 0,19  | –  |  |  |  |  |  |
|                               | Moderati                         | 5 140     | 0,10  | –  |  |  |  |  |  |
|                               | Totale coalizione                | 1 583 195 | 29,74 | 11 |  |  |  |  |  |
|                               | Movimento 5 Stelle               | 928 156   | 17,44 | 7  |  |  |  |  |  |
|                               | Con Monti per l'Italia           | 571 956   | 10,74 | 4  |  |  |  |  |  |
|                               | Rivoluzione Civile               | 61 513    | 1,16  | –  |  |  |  |  |  |
|                               | Fare per Fermare il Declino      | 81 223    | 1,53  | –  |  |  |  |  |  |
|                               | Partito Comunista dei Lavoratori | 15 571    | 0,29  | –  |  |  |  |  |  |
|                               | Forza Nuova                      | 15 033    | 0,28  | –  |  |  |  |  |  |
|                               | Civiltà Rurale Sviluppo          | 13 955    | 0,26  | –  |  |  |  |  |  |
|                               | Fiamma Tricolore                 | 11 728    | 0,22  | –  |  |  |  |  |  |
|                               | Amnistia Giustizia Libertà       | 9 769     | 0,18  | –  |  |  |  |  |  |
|                               | Io Amo l'Italia                  | 9 016     | 0,17  | –  |  |  |  |  |  |
|                               | Unione Padana                    | 7 317     | 0,14  | –  |  |  |  |  |  |
|                               | I Pirati                         | 6 252     | 0,12  | –  |  |  |  |  |  |
|                               | CasaPound                        | 5 396     | 0,10  | –  |  |  |  |  |  |
| Totale                        | Totale                           | 5 323 406 | 100   | 49 |  |  |  |  |  |
|                               |                                  |           |       |    |  |  |  |  |  |
| Voti non validi               | Voti non validi                  | 177 297   | 3,22  |    |  |  |  |  |  |
| Votanti                       | Votanti                          | 5 500 703 | 79,64 |    |  |  |  |  |  |
| Elettori                      | Elettori                         | 6 906 677 |       |    |  |  |  |  |  |
|                               |                                  |           |       |    |  |  |  |  |  |
| Fonte: Ministero dell'interno |                                  |           |       |    |  |  |  |  |  |

#### Eletti
| Il Popolo della Libertà | Lega Nord | Partito Democratico | Movimento 5 Stelle | Con Monti per l'Italia                                                      |
| --- | --- | --- | --- | --------------------------------------------------------------------------- |
| | | | |                                                                             |
| - → Silvio Berlusconi - Roberto Formigoni - Sandro Bondi - Paolo Bonaiuti - Mario Mantovani - Paolo Romani - Giacomo Caliendo - Paolo Galimberti - Andrea Mandelli - Alfredo Messina - Salvatore Sciascia - Francesco Colucci - Antonio Verro - Riccardo Conti - Giancarlo Serafini - Lucio Barani - Sante Zuffada | - Roberto Calderoli - Giulio Tremonti - Massimo Garavaglia - Giacomo Stucchi - Silvana Comaroli - Paolo Arrigoni - Gian Marco Centinaio - Raffaele Volpi - Stefano Candiani - Jonny Crosio - Nunziante Consiglio | - Massimo Mucchetti - Franco Mirabelli - Emilia De Biasi - Annalisa Silvestro - Paolo Corsini - Roberto Cociancich - Luciano Pizzetti - Lucrezia Ricchiuti - Mauro Del Barba - Mario Tronti - Erica D'Adda | - Giovanna Mangili - Vito Crimi - Luigi Gaetti - Monica Casaletto - Laura Bignami - Luis Alberto Orellana - Bruno Marton | - Gabriele Albertini - Pietro Ichino - Mario Mauro - Benedetto Della Vedova |

1. ↑  Opta per la circoscrizione Molise

## Dal 2017

### Collegi elettorali

#### Dal 2017 al 2020
Alla circoscrizione sono attribuiti 49 seggi: 18 sono assegnati con sistema maggioritario, in altrettanti collegi uninominali; 31 mediante sistema proporzionale, all'interno di cinque collegi plurinominali.
| Collegi plurinominali | Collegi plurinominali | Collegi uninominali                                                                                          |
| --------------------- | --------------------- | --- |
|                       | Lombardia - 01        | - 16 - Pavia - 17 - Cremona - 18 - Mantova                                                                   |
|                       | Lombardia - 02        | - 12 - Bergamo - 13 - Treviglio - 14 - Brescia - 15 - Lumezzane                                              |
|                       | Lombardia - 03        | - 08 - Lecco - 09 - Cantù - 10 - Como - 11 - Varese                                                          |
|                       | Lombardia - 04        | - 01 - Milano - Area statistica 84 - 02 - Milano - Area statistica 74 - 03 - Milano - Legnano - 04 - Rozzano |
|                       | Lombardia - 05        | - 05 - Cologno Monzese - 06 - Monza - 07 - Sesto San Giovanni                                                |

#### Dal 2020
In seguito alla riforma costituzionale del 2020 in tema di riduzione del numero dei parlamentari, alla circoscrizione sono attribuiti 31 seggi: 11 sono assegnati mediante sistema maggioritario, in altrettanti collegi uninominali; 20 mediante sistema proporzionale, all'interno di tre collegi plurinominali.
| Collegi plurinominali | Collegi plurinominali | Collegi uninominali                                                         |
| --------------------- | --------------------- | --------------------------------------------------------------------------- |
|                       | Lombardia - 01        | - 01 - Varese - 02 - Como - 06 - Monza                                      |
|                       | Lombardia - 02        | - 03 - Milano - 04 - Sesto San Giovanni - 05 - Cologno Monzese - 10 - Pavia |
|                       | Lombardia - 03        | - 07 - Bergamo - 08 - Brescia - 09 - Treviglio - 11 - Cremona               |

### XVIII legislatura

#### Risultati
|                               | Lega                                        | 1 455 177 | 28,05 | 9  | 2 450 406 | 47,23 | 17 |  |  |
|                               | Forza Italia                                | 730 053   | 14,07 | 5  | 2 450 406 | 47,23 | 17 |  |  |
|                               | Fratelli d'Italia                           | 215 091   | 4,15  | 1  | 2 450 406 | 47,23 | 17 |  |  |
|                               | Noi con l'Italia – UDC                      | 50 085    | 0,97  | –  | 2 450 406 | 47,23 | 17 |  |  |
|                               | Partito Democratico                         | 1 102 193 | 21,24 | 8  | 1 310 715 | 25,26 | 1  |  |  |
|                               | +Europa                                     | 162 402   | 3,13  | –  | 1 310 715 | 25,26 | 1  |  |  |
|                               | Italia Europa Insieme                       | 25 581    | 0,49  | –  | 1 310 715 | 25,26 | 1  |  |  |
|                               | Civica Popolare                             | 20 539    | 0,40  | –  | 1 310 715 | 25,26 | 1  |  |  |
|                               | Movimento 5 Stelle                          | 1 108 039 | 21,36 | 7  | 1 108 039 | 21,36 | –  |  |  |
|                               | Liberi e Uguali                             | 146 337   | 2,82  | 1  | 146 337   | 2,82  | –  |  |  |
|                               | CasaPound                                   | 48 931    | 0,94  | –  | 48 931    | 0,94  | –  |  |  |
|                               | Potere al Popolo!                           | 42 374    | 0,82  | –  | 42 374    | 0,82  | –  |  |  |
|                               | Il Popolo della Famiglia                    | 34 351    | 0,66  | –  | 34 351    | 0,66  | –  |  |  |
|                               | Italia agli Italiani (FT - FN)              | 33 902    | 0,65  | –  | 33 902    | 0,65  | –  |  |  |
|                               | Per una Sinistra Rivoluzionaria (PCL - SCR) | 9 231     | 0,18  | –  | 9 231     | 0,18  | –  |  |  |
|                               | Partito Repubblicano Italiano – ALA         | 4 234     | 0,08  | –  | 4 234     | 0,08  | –  |  |  |
| Totale                        | Totale                                      | 5 188 520 | 100   | 31 | 5 188 520 | 100   | 18 |  |  |
|                               |                                             |           |       |    |           |       |    |  |  |
| Schede bianche                | Schede bianche                              | 64 317    | 1,20  |    |           |       |    |  |  |
| Schede nulle                  | Schede nulle                                | 87 652    | 1,64  |    |           |       |    |  |  |
| Votanti                       | Votanti                                     | 5 340 489 | 77,03 |    |           |       |    |  |  |
| Elettori                      | Elettori                                    | 6 933 297 |       |    |           |       |    |  |  |
|                               |                                             |           |       |    |           |       |    |  |  |
| Fonte: Ministero dell'interno |                                             |           |       |    |           |       |    |  |  |

#### Eletti

##### Eletti maggioritario
Eletti nella coalizione di centro-destra (Lega - FI - FdI - NcI-UDC)
     Eletti nella coalizione di centro-sinistra (PD-+EUR-CP-Insieme)
| Collegio uninominale  | Eletto | Eletto                             | Partito |
| --------------------- | ------ | ---------------------------------- | ------- |
| 1. Milano Centro      |        | Tommaso Cerno                      | PD      |
| 2. Milano Rogoredo    |        | Maria Cristina Cantù               | Lega    |
| 3. Milano-Legnano     |        | Salvatore Sciascia                 | FI      |
| 4. Rozzano            |        | Ignazio La Russa                   | FdI     |
| 5. Cologno Monzese    |        | Emanuele Pellegrini                | Lega    |
| 6. Monza              |        | Stefania Gabriella Anastasia Craxi | FI      |
| 7. Sesto San Giovanni |        | Paolo Romani                       | FI      |
| 8. Lecco              |        | Antonella Faggi                    | Lega    |
| 9. Cantù              |        | Licia Ronzulli                     | FI      |
| 10. Como              |        | Erica Rivolta                      | Lega    |
| 11. Varese            |        | Stefano Candiani                   | Lega    |
| 12. Bergamo           |        | Maria Alessandra Gallone           | FI      |
| 13. Treviglio         |        | Simona Pergreffi                   | Lega    |
| 14. Brescia           |        | Adriano Paroli                     | FI      |
| 15. Lumezzane         |        | Stefano Borghesi                   | Lega    |
| 16. Pavia             |        | Gian Marco Centinaio               | Lega    |
| 17. Cremona           |        | Daniela Santanchè                  | FdI     |
| 18. Mantova           |        | Isabella Rauti                     | FdI     |

1. ↑  In data 22.07.2020 aderisce al gruppo misto, non iscritti; in data 05.08.2020 alla componente «ITALIA AL CENTRO (IDEA-CAMBIAMO!, EUROPEISTI, NOI DI CENTRO (Noi Campani))».

##### Eletti proporzionale
| Collegio plurinominale | Lega                                                    | M5S                                        | Partito Democratico                             | Forza Italia         | Fratelli d'Italia | Liberi e Uguali      |
| ---------------------- | ------------------------------------------------------- | ------------------------------------------ | ----------------------------------------------- | -------------------- | ----------------- | -------------------- |
| Collegio plurinominale |                                                         |                                            |                                                 |                      |                   |                      |
| 1. Lombardia - 01      | - Simone Bossi - Luigi Augussori                        | - Danilo Toninelli                         | - Alan Ferrari                                  | - Giancarlo Serafini | –                 | –                    |
| 2. Lombardia - 02      | - Roberto Calderoli - Daisy Pirovano - Tony Chike Iwobi | - Vito Claudio Crimi                       | - Simona Flavia Malpezzi - Antonio Misiani      | - Alberto Barachini  | - Lara Magoni     | –                    |
| 3. Lombardia - 03      | - Umberto Bossi - Paolo Arrigoni                        | - Gianluigi Paragone                       | - Alessandro Alfieri                            | - Adriano Galliani   | –                 | –                    |
| 4. Lombardia - 04      | –                                                       | - Simona Nunzia Nocerino - Daniele Pesco   | - Tommaso Nannicini - Eugenio Alberto Comincini | - Giacomo Caliendo   | –                 | - Francesco Laforgia |
| 5. Lombardia - 05      | - Massimiliano Romeo - Simone Pillon                    | - Alessandra Riccardi - Gianmarco Corbetta | - Franco Mirabelli - Roberto Rampi              | - Alfredo Messina    | –                 | –                    |

1. ↑  Dimissionaria in data 10.07.2018 (assume la carica di assessora nella giunta regionale lombarda); Gianpietro Maffoni le subentra in pari data. Magoni assessore in Regione, il bresciano Maffoni diventa senatore
2. ↑  In data 04.01.2020 aderisce al gruppo misto, non iscritti; in data 14.09.2021 alla componente «Italexit per l'Italia-Partito Valore Umano».
3. ↑  In data 22.06.2022 aderisce al gruppo misto, non iscritti; in data 29.06.2022 al gruppo Insieme per il Futuro - Centro Democratico.
4. ↑  In data 17.09.2019 aderisce al gruppo Italia Viva-P.S.I.; in data 22.03.2021 torna nel Partito Democratico.
5. ↑  In data 23.06.2020 aderisce al gruppo Lega-Salvini Premier-Partito Sardo d'Azione. M5s, la senatrice Riccardi passa alla Lega: fu tra i voti decisivi in giunta per salvare Salvini dal processo sul caso Open Arms

### XIX legislatura

#### Risultati elettorali
|                               | Fratelli d'Italia                                       | 1 396 089 | 27,60 | 5  | 2 549 503 | 50,40 | 10 |  |  |
|                               | Lega per Salvini Premier                                | 701 384   | 13,86 | 3  | 2 549 503 | 50,40 | 10 |  |  |
|                               | Forza Italia                                            | 401 003   | 7,93  | 2  | 2 549 503 | 50,40 | 10 |  |  |
|                               | Noi Moderati                                            | 51 027    | 1,01  | –  | 2 549 503 | 50,40 | 10 |  |  |
|                               | Partito Democratico - Italia Democratica e Progressista | 971 846   | 19,21 | 5  | 1 373 145 | 27,14 | 1  |  |  |
|                               | Alleanza Verdi e Sinistra                               | 193 123   | 3,82  | 1  | 1 373 145 | 27,14 | 1  |  |  |
|                               | +Europa                                                 | 189 948   | 3,75  | –  | 1 373 145 | 27,14 | 1  |  |  |
|                               | Impegno Civico – Centro Democratico                     | 18 228    | 0,36  | –  | 1 373 145 | 27,14 | 1  |  |  |
|                               | Azione - Italia Viva                                    | 513 620   | 10,15 | 2  | 513 620   | 10,15 | –  |  |  |
|                               | Movimento 5 Stelle                                      | 370 336   | 7,32  | 2  | 370 336   | 7,32  | –  |  |  |
|                               | Italexit                                                | 91 757    | 1,81  | –  | 91 757    | 1,81  | –  |  |  |
|                               | Italia Sovrana e Popolare                               | 58 143    | 1,15  | –  | 58 143    | 1,15  | –  |  |  |
|                               | Unione Popolare                                         | 55 894    | 1,10  | –  | 55 894    | 1,10  | –  |  |  |
|                               | Vita                                                    | 40 201    | 0,79  | –  | 40 201    | 0,79  | –  |  |  |
|                               | Noi di Centro – Europeisti                              | 6 249     | 0,12  | –  | 6 249     | 0,12  | –  |  |  |
| Totale                        | Totale                                                  | 5 058 848 | 100   | 20 | 5 058 848 | 100   | 11 |  |  |
|                               |                                                         |           |       |    |           |       |    |  |  |
| Voti non validi               | Voti non validi                                         | 201 313   | 3,83  |    |           |       |    |  |  |
| Votanti                       | Votanti                                                 | 5 260 161 | 70,09 |    |           |       |    |  |  |
| Elettori                      | Elettori                                                | 7 505 068 |       |    |           |       |    |  |  |
|                               |                                                         |           |       |    |           |       |    |  |  |
| Data: 25 settembre 2022       |                                                         |           |       |    |           |       |    |  |  |
| Fonte: Ministero dell'interno |                                                         |           |       |    |           |       |    |  |  |

#### Eletti

##### Eletti maggioritario
Eletti nella coalizione di centro-sinistra (PD-IDP - AVS - +E - IC-CD)
     Eletti nella coalizione di centro-destra (FdI - LSP - FI - NM)
| Collegio uninominale    | Eletto | Eletto                     | Partito |
| ----------------------- | ------ | -------------------------- | ------- |
| 01 - Varese             |        | Massimiliano Romeo         | LSP     |
| 02 - Como               |        | Licia Ronzulli             | FI      |
| 03 - Milano             |        | Antonio Misiani            | PD-IDP  |
| 04 - Sesto San Giovanni |        | Isabella Rauti             | FdI     |
| 05 - Cologno Monzese    |        | Ignazio La Russa           | FdI     |
| 06 - Monza              |        | Silvio Berlusconi          | FI      |
| 07 - Bergamo            |        | Daisy Pirovano             | LSP     |
| 08 - Brescia            |        | Stefano Borghesi           | LSP     |
| 09 - Treviglio          |        | Giulio Terzi di Sant'Agata | FdI     |
| 10 - Pavia              |        | Gian Marco Centinaio       | LSP     |
| 11 - Cremona            |        | Daniela Santanchè          | FdI     |

1. ↑  Deceduto in data 12.06.2023

##### Eletti proporzionale
| Collegio plurinominale | Fratelli d'Italia                       | Partito Democratico-IDP               | Lega per Salvini Premier | Azione - Italia Viva | Forza Italia        | Movimento 5 Stelle | Alleanza Verdi e Sinistra |
| ---------------------- | --------------------------------------- | ------------------------------------- | ------------------------ | -------------------- | ------------------- | ------------------ | ------------------------- |
| Collegio plurinominale |                                         |                                       |                          |                      |                     |                    |                           |
| 1. Lombardia - 01      | - Alessio Butti                         | - Alessandro Alfieri                  | - Maria Cristina Cantù   | - Giusy Versace      | - Adriano Paroli    | - Bruno Marton     | -                         |
| 2. Lombardia - 02      | - Paola Mancini - Sandro Sisler         | - Carlo Cottarelli - Franco Mirabelli | - Alessandro Morelli     | - Marco Lombardo     | - Alberto Barachini | - Elena Sironi     | - Tino Magni              |
| 3. Lombardia - 03      | - Renato Ancorotti - Gianpietro Maffoni | - Alfredo Bazoli - Simona Malpezzi    | - Roberto Calderoli      | -                    | -                   | -                  | -                         |

1. ↑  Il 17.09.2024 aderisce al gruppo misto-NI. Il 27.11.2024 aderisce al gruppo Cd'I-UDC-NM (NcI, CI, IaC)-MAIE-CP.
2. ↑  Dimissionario in data 31.05.2023; lo stesso giorno subentra Cristina Tajani.